# Llista d'aeroports de Guinea Equatorial
Aquesta és una llista d'aeroports de Guinea Equatorial, ordenats segons la ubicació.

## Aeroports
| Ciutat              | Província  | ICAO | IATA | Nom                                            | Coordenades                                          |
| ------------------- | ---------- | ---- | ---- | ---------------------------------------------- | ---------------------------------------------------- |
| Bata                | Litoral    | FGBT | BSG  | Aeroport de Bata                               | 01° 54′ 20″ N, 009° 48′ 20″ E / 1.90556°N,9.80556°E  |
| Corisco             | Litoral    |      | OCS  | Aeroport Internacional de Corisco              | 0° 54′ 55″ N, 9° 19′ 50″ E / 0.91528°N,9.33056°E     |
| Malabo              | Bioko Nord | FGSL | SSG  | Aeroport de Malabo                             | 03° 45′ 19″ N, 008° 42′ 31″ E / 3.75528°N,8.70861°E  |
| San Antonio de Palé | Annobón    | FGAB |      | Aeroport d'Annobón                             | 01° 24′ 37″ S, 005° 37′ 19″ E / 1.41028°S,5.62194°E  |
| Mengomeyén          | Wele-Nzas  | FGMY | GEM  | Aeroport Internacional President Obiang Nguema | 01° 41′ 24″ N, 011° 01′ 26″ E / 1.69000°N,11.02389°E |